# Fasty (gromada)
Fasty – dawna gromada, czyli najmniejsza jednostka podziału terytorialnego Polskiej Rzeczypospolitej Ludowej w latach 1954–1972.
Gromady, z gromadzkimi radami narodowymi (GRN) jako organami władzy najniższego stopnia na wsi, funkcjonowały od reformy reorganizującej administrację wiejską przeprowadzonej jesienią 1954 do momentu ich zniesienia z dniem 1 stycznia 1973, tym samym wypierając organizację gminną w latach 1954–1972.
Gromadę Fasty z siedzibą GRN w Fastach utworzono – jako jedną z 8759 gromad – w powiecie białostockim w woj. białostockim, na mocy uchwały nr 11/V WRN w Białymstoku z dnia 4 października 1954. W skład jednostki weszły obszary dotychczasowych gromad Łyski, Fasty i Zawady ze zniesionej gminy Bacieczki oraz obszary dotychczasowych gromad Jeroniki, Dzikie i Żółtki wraz z obszarem l.p. N-ctwa Dojlidy o pow. 32,10 ze zniesionej gminy Barszczewo w tymże powiecie. Dla gromady ustalono 19 członków gromadzkiej rady narodowej.
1 stycznia 1969 gromadę Fasty zniesiono, włączając ją do gromad Dobrzyniewo Kościelne (wsie Fasty, Dzikie i Zawady), Barszczewo (wsie Łyski i Jeroniki)  i Złotoria (wieś Żółtki).